# Licensed to Ill
Licensed to Ill — дебютний студійний альбом альтернативного хіп-хоп гурту Beastie Boys, виданий в 1986 році.

## Про альбом
Licensed to Ill наскрізь просякнутий гумором і провокацією, можна сказати, що це тотальна пародія на різні жанри шоу-бізнесу. Альбом містить багато семплів або аналогій з іншими відомими піснями (в стилі хард-рок і хеві-метал). Так, наприклад, альбом починається з пісні «Rhymin' і Stealin'», семпл для гітари якої взято з пісні «Sweet Leaf» гурту Black Sabbath, а семпл барабанів з пісні «When the Levee Breaks» Led Zeppelin.
Гітарні партії в піснях «No Sleep Till Brooklyn» виконав Керрі Кінг з гурту Slayer, який в той же час записувала на тій же студії свій альбом Reign in Blood і в якої був той же продюсер, що і у Beastie Boys. Кліп, який вийшов на пісню «No Sleep Till Brooklyn», був пародією на глем-метал, крім того, сама назва не випадково перегукується з альбомом No Sleep 'til Hammersmith гурту Motorhead.
Дебютний альбом Beastie Boys послужив уроком правильного використання розвороту — кидається в очі лицьова сторона і кульмінація на звороті. Зіткнення ідеально відповідало музиці гурту — кричущої суміші репу, хеві-металу і панку. Гурт віддає належне художнику Ворлду Б. Омесу за саму ледь помітну деталь на обкладинці: букви, що позначають номер моделі літака насправді в дзеркальному відображенні читаються «з'їж мене». В 2011 році обкладинка платівки зайняла 22-е місце в списку найкращих обкладинок альбомів усіх часів на думку читачів інтернет видання Music Radar.
Licensed to Ill є першим реп-альбомом в історії, який очолив рейтинг Billboard 200, провівши на першому рядку 5 тижнів. Він став найбільш продаваним в США реп-альбом 80-х (його загальний наклад — понад 9 мільйонів копій), і найшвидше продаваний дебют лейблів Def Jam/Columbia.
Альбом до цих пір залишається єдиним альбомом «білого» хіп-хоп гурту, які отримали найвищий бал у рецензії журналу The Source, який у 1998 році включив його в сотню найкращих реп-альбомів усіх часів. Журнал Vibe згадав диск в числі «100 найважливіших альбомів XX століття». Журнал Q в 2006 році поставив альбом на 16 місце серед 40 найкращих альбомів 80-х рр. Крім того, альбом потрапляв у безліч списків «найкращих альбомів» і навіть порівнювався за своїм значенням з легендарним альбомом Never Mind the Bollocks гурту Sex Pistols.

## Список композицій
Автор музики і слів Beastie Boys і Рік Рубін, якщо не зазначено інше. 
| #   | Назва                                                                  | Тривалість |
| --- | ---------------------------------------------------------------------- | ---------- |
| 1.  | «Rhymin & Stealin»                                                     | 4:08       |
| 2.  | «The New Style»                                                        | 4:36       |
| 3.  | «She's Crafty»                                                         | 3:35       |
| 4.  | «Posse in Effect»                                                      | 2:27       |
| 5.  | «Slow Ride»                                                            | 2:56       |
| 6.  | «Girls»                                                                | 2:14       |
| 7.  | «(You Gotta) Fight for Your Right (To Party!)»                         | 3:28       |
| 8.  | «No sleep till Brooklyn»                                               | 4:07       |
| 9.  | «Paul Revere» (Адам Горовіц, Дерріл Макденіелс, Рубін, Джозеф Сіммонс) | 3:41       |
| 10. | «Hold It Now, Hit It»                                                  | 3:26       |
| 11. | «Brass Monkey»                                                         | 2:37       |
| 12. | «Slow and Low» (Макденіелс, Рубін, Сіммонс)                            | 3:38       |
| 13. | «Time to Get Ill»                                                      | 3:37       |

## Учасники запису
- Beastie Boys — гурт, продюсер
- Джо Блейні — зведення
- Стівен Етт — звукорежисер
- Керрі Кінг — соло-гітара в «No Sleep till Brooklyn»
- Рік Рубін — продюсер
- Стів Байрам — артдиректор
- Санні Бак — фотографії
- Ворлд Б. Омес (Девід Гембейл) — обкладинка
- Кін Карс — тромбон
- Денні Ліпман — труба
- Тоні Орбах — тенор-саксофон